# Euxoa dargo
Euxoa dargo là một loài bướm đêm thuộc họ Noctuidae. Nó được tìm thấy ở tây nam Manitoba phía tây đến miền nam interior của British Columbia, phía nam đến Oregon, miền nam Idaho và miền bắc New Mexico, và phía đông đến miền đông South Dakota.
Sải cánh dài 27–29 mm. Con trưởng thành bay từ tháng 8 đến tháng 9. Có một lứa một năm.
Ấu trùng ăn các loài corn và Salsola.